# 羅性
羅性（生年不詳—卒年不詳），字子理，江西等處行中書省吉安路太和州（今江西泰和）人，明朝初期政治人物。內閣首輔楊士奇的繼父。

## 生平
洪武四年，中鄉舉，任德安同知。當時德安有大盜，案件久不捉獲，受牽連者有百人。其抵達郡縣后，釋放所有人。并約定十日內破案。眾人叩拜，并得力協助，七日內破案。后任滿后赴京，因用棗木染軍衣而連坐，貶戍邊西安，七十歲去世。